# مانويل بينتو
مانويل بينتو (بالبرتغالية: Manuel Galrinho Bento‏)، من مواليد 25 ديسمبر 1948، وتوفي في 1 مارس 2007، لاعب كرة قدم برتغالي سابق.
لعب مع منتخب البرتغال لكرة القدم.

## روابط خارجية
- مانويل بينتو على موقع الاتحاد الدولي (مؤرشف)  (الإنجليزية)
- مانويل بينتو على موقع قاعدة بيانات كرة القدم.إي يو (الإنجليزية)
- مانويل بينتو على موقع ليكيب (الفرنسية)
- مانويل بينتو على موقع ناشيونال فوتبول تيمز (الإنجليزية)
- مانويل بينتو على موقع عالم كرة القدم.نت (الإنجليزية)